# Marchwood
Marchwood est un village (au sens administratif britannique du terme) dans le district de New Forest et le comté du Hampshire, en Angleterre.

## Vue d'ensemble
La localité est proche de Southampton et compte 6 141 habitants au recensement de 2011,.
C'est dans cette localité que s'entraîne le club de football Southampton FC.

## Histoire

### Antiquité
L'activité humaine s'exerce à Marchwood depuis l'époque romaine. La voie romaine Calshot / Lepe y passe en direction de Nursling (« Onna »). Des pièces de monnaie romaines ont été trouvées à Bury Farm.

### Moyen Âge
Le nom de Marchwood vient très probablement du vieil anglais merecewudu  signifiant smallage wood (smallage est un terme pour le céleri sauvage). La localité est mentionnée dans le Domesday Book de 1086 comme Merceode, lorsque le manoir était tenu par Alwin, qui l'avait hérité de son père, Wulfgeat avant 1066.
Le manoir de Marchwood est aussi connu sous le nom de Marchwood Romsey.
John de Romsey a habité la villa de Marchwood en 1316. Il a été remplacé par Sir Walter Romsey de Rockbourne qui mourut en 1403-1854, propriétaire d'un terrain à Marchwood. Le manoir se transmit alors comme le manoir de Romsey aux Horseys, jusqu'à la mort de Thomas Horsey en 1477.

### Temps modernes
John Romsey de Tatchbury est mort en 1494 en possession du manoir de John Horsey, tout comme son fils, un autre John Romsey qui est mort en 1503. Son fils William Romsey a vendu le manoir à Henry White. Le manoir passa de Robert White à son fils William en 1564-1555. En 1587, William White vendit le manoir à Nicholas Venables. William Rickman mourut en possession du manoir en 1599, le laissant à sa fille Katherine, l'épouse de David Urry son héritière.
Cent ans plus tard, David Urry de St. James, Westminster, vendit le manoir à Gilbert Serle de Livourne. Il passa ensuite à Sir William Oglander. Le manoir est ensuite propriété de la famille Saunders.
Un autre manoir près de Marchwood s'appelait Bury (ou également Newton Bury). Il est cité dans un acte du XIIIe siècle en tant que "manoir d'Eling appelé Burylond". Au XVIe siècle, il est absorbé par le manoir de Colbury ; il est maintenant devenu Bury Farm juste au nord de Marchwood.
Marchwood était autrefois dans la paroisse de Eling, elle est basée dans la partie de l'ancienne paroisse qui se trouve à l'embouchure du Test (rivière), au sud-est du village d'Eling.
Cracknore, à Marchwood, était le lieu de débarquement du ferry de Southampton bien avant le Hythe Ferry. Une importante balise était installée à Beacon Hill, recevant et envoyant des messages aux deux extrémités de l'île de Wight.
Marchwood est devenue une paroisse ecclésiastique séparée en 1843 et une paroisse civile en 1894. L'église a été construite et dotée par Horatio Francis Kingsford Holloway en 1843.
Au début du XXe siècle, des magasins à poudre du gouvernement et une caserne de la police métropolitaine se trouvaient à Marchwood.

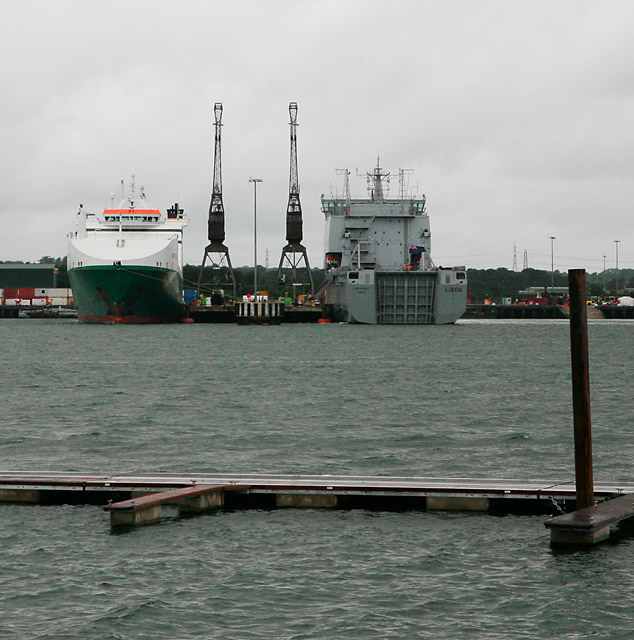
Le port militaire, vu à partir du côté opposé du Test.

Le port militaire de Marchwood a été construit pendant la Seconde Guerre mondiale. Il a joué un rôle essentiel dans le débarquement de Normandie.
Les célèbres Mulberry harbours étaient fabriqués au Royal Navy Ordnance Depot.
Le port continue de desservir les intérêts militaires britanniques à l'étranger.

## Économie locale
En dépit d'être un village, Marchwood abrite l'incinérateur de Marchwood (les restes d'un précédent incinérateur, fermé dans les années 1990 ont finalement été démantelés en 2012), une station d'épuration des eaux usées, un grand port militaire et une centrale au gaz naturel connue sous le nom de centrale électrique de Marchwood remplaçant une ancienne station démantelée dans les années 1980. L'installation de 842 mégawatts est l'un des générateurs d'électricité les plus efficaces du Royaume-Uni à 58 % de rendement énergétique. Jusqu'à la privatisation, Marchwood abritait l'une des trois principales installations de recherche de la Central Electricity Generating Board (en) (CEGB), concentrée sur les installations lourdes - les autres installations étaient à Leatherhead et à Berkeley.

## Jumelage
Saint-Contest (France)